# Larinum

In epoca romana Larinum (oggi Larino) era un fiorente insediamento abitativo, di ampie dimensioni e di antica origine, ubicato sulle colline dell'entroterra a circa 400 m di altitudine, non molto distante (circa 26 km) dalla costa del mare Adriatico, di notevole importanza proprio grazie alla nevralgica collocazione geografica: si estendeva infatti su un'ampia area, fertile e pianeggiante (l'attuale Piana San Leonardo), in posizione strategica, perché sovrastante il fondovalle ed il basso corso del fiume Biferno, ed era anche un importante nodo stradale, perché situato alla convergenza di importanti assi viarii, che gli consentivano proficui scambi commerciali.
Questa particolare fisionomia geografica, associata al clima favorevole e alla fertilità del terreno, di facile lavorazione, spiegano la prosperità e lo sviluppo economico di Larino, raggiunti già a partire dal III secolo a.C. che le consentirono di svolgere un importante ruolo commerciale, preminente rispetto agli altri centri della zona, facendosi terra di frontiera e crocevia di culture, tra la fascia costiera adriatica e l'area interna del Sannio, restando per questo sempre aperta agli influssi di svariati ambienti culturali, come conferma la documentazione archeologica, testimonianza dell'esistenza di una città ricca e popolosa già in epoca anteriore alle guerre annibaliche.

## Il territorio
La città era ubicata lungo la cosiddetta via litoranea (citata anche da Tito Livio), un'antica strada che da nord scendeva costeggiando l'Adriatico fino a Histonium (Vasto) e poi, con un percorso interno, dopo aver toccato Larino, procedeva verso est fino a Sipontum (Manfredonia) e proseguiva, di nuovo lungo la costa, fino a Brindisi; questa grande arteria di comunicazione era denominata Traiana Frentana, appellativo che si ricava da un'iscrizione sepolcrale di un certo Marco Blavio, che fu uno dei curatores della strada che collegava Ancona a Brindisi. Inoltre Larinum, attraverso il fondovalle del Biferno, si collegava agevolmente con l'area interna del Sannio Pentro, in direzione di Bovianum (Bojano), ed innestandosi sul percorso del tratturo Celano-Foggia entrava facilmente in comunicazione con la Daunia settentrionale, in direzione di Luceria (Lucera). Questa fitta rete di percorsi definiva, pertanto, un esteso territorio, incrocio di culture di varia provenienza, una terra di passaggi e di insediamenti, ma sempre in rapporto con i popoli confinanti, in un reciproco rapporto di scambio culturale.
Le indagini geomorfologiche effettuate nel territorio di Larino hanno evidenziato come questo territorio si sia dimostrato, da sempre, propizio sia per la scelta di insediamenti abitativi sia per la costruzione di tracciati stradali. Infatti le riserve di argilla e, in misura minore, di calcare, presenti in loco, adatte a essere sfruttate nelle fornaci, hanno facilitato nell'antichità la costruzione di opere murarie, unitamente alla presenza di abbondante pietrame di fiume, facilmente reperibile per la vicinanza del Cigno e del Biferno.
Del resto il quadro territoriale dell’antica Frentania, cui Larino apparteneva, rappresentava l’area meno impervia dell’intero Sannio, poiché comprendeva quella fascia collinare (larga circa 30 km.), facilmente percorribile, digradante verso il mare Adriatico, costituita da terreni arenacei ed argillosi che si esaurivano sul litorale stretto e pianeggiante. Compresa fra il Sangro, a nord, ed il Fortore, a sud, la regione frentana si presentava ricca di fiumi provenienti dalle zone appenniniche interne (Sangro, Trigno, Biferno, Fortore) e di corsi d’acqua minori (Foro, Osento, Sinello, Cigno, Saccione, Tona), le cui vallate rappresentavano delle naturali e agevoli vie di comunicazione tra la costa e l’interno. Oltre alla viabilità principale, l’area era anche servita da una serie di percorsi secondari, che costituivano una fitta rete di comunicazioni, nella quale si inserivano insediamenti grandi e piccoli, in grado di collegarsi fra loro agevolmente. Si presume che gli stessi corsi dei fiumi fossero utilizzati come facili vie di collegamento tra la costa e le aree interne, visto che alcune fonti antiche (Livio, Plinio), nel definire portuosum flumen sia il Trigno che il Fortore, lasciano supporre l'esistenza di attività portuali in quel tratto di costa adriatica.
Senza dubbio, quindi, la configurazione morfologica, l’abbondanza di acqua, il clima decisamente mite, la presenza di un diffuso manto boschivo sulle colline, l’ampia rete tratturale, con andamento parallelo alla costa, favorirono la vita e l’economia delle popolazioni locali in epoca preromana, incentivando forme di insediamento e di organizzazione del territorio.
Attualmente Larinum è un sito archeologico in provincia di Campobasso, nel Molise, in Italia.
Nel 2016 l'area archeologica ha fatto registrare 1 566 visitatori. L'ingresso è gratuito.

## Storia
Una sistematica esplorazione archeologica del Sannio è iniziativa relativamente recente, in quanto avviata all'inizio degli anni Settanta del secolo scorso ed incrementata progressivamente nei decenni successivi.
Si possiedono le prime notizie di raccolte di materiale preistorico di varia provenienza molisana, attraverso le indagini di superficie svolte a partire dal 1876 ad opera dell'antropologo Giustiniano Nicolucci e del paletnologo Luigi Pigorini. Quest'ultimo scriveva proprio in quell'anno lamentando una grande povertà di notizie sull'età della pietra nella provincia di Molise. Si tratta di otto coltelli provenienti da Larino, un raschiatoio e due coltelli da Casacalenda ed un coltello da Montorio nei Frentani. Attualmente il materiale rinvenuto è conservato in parte presso il Museo nazionale preistorico etnografico Luigi Pigorini di Roma e in parte presso il Museo Antropologico dell'Università Federico II di Napoli..
Successivamente è stato merito della missione britannica dell'Università di Sheffield e dell'èquipe guidata dall'archeologo Graeme Barker, aver condotto una capillare ricognizione di superficie, avviata nel 1974, lungo l'ampia fascia di territorio (pentro e frentano) che costituisce la Valle del Biferno (The Biferno Valley Survey), che dal massiccio del Matese giunge fino al mare, seguendo il corso del Tifernus. Le sistematiche campionature di territorio hanno portato all'individuazione di circa centoventi insediamenti antichi, di varia grandezza, che coprono un periodo che va dal Neolitico al I secolo a.C. L'analisi dei risultati dell'indagine condotta da Barker offre un quadro di un intenso popolamento del territorio frentano gravitante sulla bassa valle del Biferno, ove risulta localizzato il 60% degli insediamenti abitativi individuati. Le scelte insediative sembrano dettate, oltre che dall'esigenza di sfruttamento dei siti più propizi alla coltivazione, anche dall'intenzione di mantenersi in prossimità delle vie naturali di comunicazione.
Grazie all'indagine condotta da Barker, si possiedono le principali informazioni sulla natura degli insediamenti risalenti al Neolitico antico, posizionati lungo la valle del Biferno, in particolare di quello più consistente individuato su Monte Maulo (circa 350 m s.l.m.), un vasto altopiano sotto Larino, che si affaccia sulla bassa valle del Biferno, al margine di un promontorio che dista circa 20 km. dal mare in linea d'aria. L'ispezione del sito, esplorato nel 1978, ha portato al ritrovamento di diverse specie di molluschi e lumache; sono stati recuperati 146 semi carbonizzati, prevalentemente cereali (orzo e grano) e legumi, e numerosi campioni di ossa di animali (bovini, ovini e suini), in gran parte macellati. Lo scavo condotto alla sommità del pendio, tra il terreno arato, ha consentito di recuperare circa 1500 frammenti di ceramica comune, in gran parte decorata, e circa 200 pezzi di selce scheggiata, quasi tutti di una pietra locale di scadente qualità. Le datazioni al radiocarbonio, ottenute in un laboratorio di Oxford, risalgono alla seconda metà del V millennio a.C. La documentazione botanica e faunistica che compare nell'area conferma, pertanto, che nella bassa valle del Biferno le prime comunità agricole erano presenti già nel tardo V millennio a.C. Il sito ha anche restituito tracce di frequentazione umana, costituite da una serie di buche circolari, probabilmente scavate per recuperare selce, riempite di frammenti ceramici, e resti strutturali di capanne neolitiche (argilla pressata con impronte di rami). I dati di Monte Maulo consentono di ricostruire il paleo ambiente di questa esigua parte del Molise; essi confermano che già nel Neolitico antico vigeva un'economia mista di raccolta ed allevamento, con prevalenza della seconda, considerata la varietà dei reperti botanici ritrovati, sia cereali (farro, orzo, avena comune, miglio, grano tenero), sia legumi (fave, piselli, lenticchie), nonché i numerosi resti faunistici, relativi ad animali allevati, macellati e consumati sul posto.
Tra il 1969 ed il 1989 un accurato studio condotto da Eugenio De Felice sull'abitato di Larinum e sul territorio circostante l’antico centro frentano, ha ulteriormente arricchito le nostre conoscenze sulle prime fasi di occupazione di questa area. È stato così possibile individuare alcuni villaggi agricoli di Età Neolitica distribuiti in tutto il territorio, grazie ai numerosi rinvenimenti di frammenti ceramici e resti di industria litica, insediamenti per lo più posizionati sulle alture collinari ed in prossimità di sorgenti di acqua. Materiale ceramico e bronzeo, riferibile alla fine dell'Età del Bronzo – inizio dell'Età del Ferro, è stato rinvenuto in vari punti in località Montarone e Guardiola, due alture che delimitano a sud e a nord l'antico insediamento abitativo di Larino, adatte allo stanziamento di uomini e animali, ben collegate sia al fondovalle del Biferno sia alla pianura del litorale.
Sebbene di antichissima origine, come testimoniano sporadici rinvenimenti risalenti all'età del Bronzo Finale ed alla prima Età del Ferro, della città di Larino le prime significative testimonianze di contesti abitativi partono dal V secolo a.C.; si tratta in prevalenza di nuclei sepolcrali, spesso neppure perfettamente integri, poiché, a causa dell'espansione edilizia e dei massicci sbancamenti effettuati per la costruzione della ferrovia, molto è andato distrutto e ben poco, purtroppo, resta da esplorare.
Anche le testimonianze della fase romana, quella meglio conosciuta, attualmente si presentano in uno stato di estrema frammentarietà. Rivestono anche particolare interesse per la ricostruzione della storia di Larinum le monete ed i testi epigrafici rinvenuti, riferimenti utili anche per una comprensione delle scarse evidenze archeologiche recuperate nelle diverse zone del suo tessuto urbanistico. Comunque questi dati rivelano in modo significativo continuità di vita nella zona già a partire dalle epoche protostoriche.
Fin dall'inizio, nel 1977, i primi saggi di esplorazione archeologica, inizialmente praticati dalla Soprintendenza Beni Archeologici del Molise lungo le pendici meridionali di Monte Arcano (a circa 2 km a nord-ovest rispetto alla Piana San Leonardo), sulle colline che affacciano a nord, hanno accertato la presenza di una necropoli arcaica, risalente al VI secolo a.C. con tombe rettangolari a inumazione, con coperture a tumulo di scheggioni di calcare; il corredo vascolare include quasi costantemente la grossa olla da derrata, vasi di bucchero, di impasto e di ceramica di argilla che imita grossolanamente forme daunie. Esplorazioni condotte anche in altre aree hanno evidenziato, sia pure frammentariamente, la presenza di una stratificazione insediativa di antica origine in tutto l'agro larinate, che copre un arco di tempo piuttosto ampio. Purtroppo nel corso degli anni è stato possibile eseguire le esplorazioni limitatamente alle aree rimaste libere da costruzioni, essendo stata ormai l'intera zona già dal dopoguerra abbondantemente urbanizzata.
Le successive indagini archeologiche, estese ad altri comuni vicini alla zona costiera molisana, hanno rilevato analoga presenza di nuclei sepolcrali, anche di notevoli dimensioni, risalenti alla fase storica preromana, nei centri di Termoli, Guglionesi, Montorio nei Frentani e Campomarino. In quest'ultimo centro, in località Arcora, scavi effettuati a partire dal 1983 hanno riportato alla luce tracce consistenti di un villaggio protostorico, risalente tra l'età del Bronzo Finale e la prima Età del Ferro (IX-VII secolo a.C.), che si estendeva, su un'area di circa quattro ettari, lungo il costone prospiciente il litorale adriatico, difeso naturalmente su due lati da ripide pareti; la zona pianeggiante verso l’entroterra presentava tracce evidenti di strutture di difesa e di recinzione (muro, palizzata e fossato). Le ricognizioni di superficie attestano una continuativa occupazione del sito fino a tutto il V secolo a.C.
Il sito, oltre ai resti parziali delle strutture abitative, ha restituito vistose tracce delle attività svolte dall'uomo: numerosi manufatti di materiale ceramico, vasi e contenitori per la cottura e la conservazione dei prodotti alimentari, utensili ed oggetti di uso domestico, focolari e fornelli. Numerosissimi i resti ossei di animali, sia domestici (bovini e suini) che selvatici (cervo e volpe), con evidenti tracce di macellazione. Notevole la quantità di semi recuperata nel corso dello scavo, sia di legumi, sia di cereali. Una comunità, dunque, con un'organizzazione sociale semplice, che viveva di agricoltura, allevamento, caccia e raccolta di frutti selvatici, nell'ambito di un'economia di sussistenza di tipo domestico.
Tracce di altri insediamenti sono state individuate a nord ed a sud dell’area di Arcora: sembra evidente, pertanto, che il litorale adriatico, dal Biferno al Fortore, sia stato occupato da nuclei abitativi che hanno sfruttato le piattaforme naturali separate dal litorale da costoni ripidi e scoscesi. Queste testimonianze del basso Molise documentano l'esistenza di numerosi agglomerati abitativi sparsi, non grandi, distribuiti su un'area piuttosto estesa e costituiti da comunità prevalentemente a vocazione agricola e pastorale. Tuttora in questa area i secoli tra il VI e il IV a.C. sono noti prevalentemente grazie alla cospicua documentazione archeologica proveniente dalle numerose necropoli, che evidenziano una densa occupazione del territorio. I corredi funerari e gli ornamenti personali dei defunti testimoniano differenziazioni culturali tra i diversi centri: ad esempio, gli insediamenti costieri mostrano aspetti prevalentemente affini alla cultura daunia, al contrario, Larino, paese di frontiera, partecipa anche della cultura occidentale, proveniente dall'area pentra e campana, come dimostra la presenza in alcune sepolture della ceramica di bucchero, del tutto assente nella coeva necropoli di Termoli.
Nel rituale funerario, invece, tutta l'area frentana presenta una sostanziale unità culturale, che la differenzia dalla Daunia, dove, ad esempio, il defunto è abitualmente deposto in posizione rannicchiata, su un fianco, e non supino. Ma al di là di quest'unica diversità, esiste indubbiamente fra le due aree un'uniformità culturale e una sostanziale continuità: tra Daunia e Frentania, pertanto, il promontorio garganico non costituisce un diaframma, tra Tavoliere e costa molisana esiste un'innegabile continuità.
Anche i ritrovamenti monetali, del resto, confermano il quadro di Larino città aperta alle influenze apule e al tempo stesso importante per i collegamenti con il Sannio interno: per questo già a partire dalle fonti antiche si avvertiva una certa difficoltà a inquadrare Larino in un preciso ambito culturale piuttosto che in un altro. Delle varie emissioni di bronzo, ad esempio, alcune seguono il sistema ponderale greco, in uso nelle zecche campane e sannitiche, altre, più recenti, seguono il sistema italico, con frazionamento decimale, tipico delle aree adriatiche.
Nelle necropoli del basso Molise, nel periodo arcaico, le sepolture prevedono abitualmente l'inumazione del defunto, in posizione distesa e supina, dentro fosse scavate nello strato argilloso e riempite di scheggioni di pietra calcarea. È probabile che questi tumuli di pietre affiorassero dall'antico piano di campagna, segnalando la posizione della tomba. Il corredo funerario, deposto ai piedi dell'inumato, in uno spazio appositamente ricavato, è di solito costituito da oggetti di ceramica di piccola forma (coppe, anforette, ciotole e boccali); rari i vasi metallici. Nelle sepolture femminili sono presenti oggetti di ornamento personale (fibule, collane, perle, pendagli, anelli), in quelle maschili armi ed utensili (coltelli di ferro, rasoi e cuspidi di lancia o giavellotto). Sporadicamente sono stati rinvenuti anche elmi di bronzo, alcuni di tipo piceno, altri di tipo appulo-corinzio, che evidentemente servivano a evidenziare il rango sociale dei defunti. I corredi delle sepolture frentane del VI-V secolo a.C. sono di solito più ricchi di materiali rispetto a quelli coevi delle aree interne del Sannio. Essi si rivelano per lo più uniformi per la tipologia dei materiali deposti.

### Periodo Italico
Larinum urbs princeps Frentanorum recita un'antica lapide, a sottolineare l'importante ruolo avuto in passato da questa fiorente città del basso Molise, che è stata certamente uno dei centri principali del territorio dei Frentani. Secondo lo storico Giovanni Andrea Tria, con il passare dei secoli, il nome subì numerose modifiche e fu deformato in Alarino, Larina, Laurino, Arino, Lauriano, fino a raggiungere in epoca romana il definitivo toponimo di Larinum.
Secondo un'antica tradizione, ripresa dallo storico Alberto Magliano, la sua fondazione risalirebbe con molta probabilità intorno al XII secolo a.C. per mano degli Etruschi, nel corso delle loro immigrazioni verso le fertili pianure della Puglia; il primo nome della città sarebbe stato Frenter, come si desume da alcune monete ritrovate in agro larinese.
È stata perfino avanzata l’ipotesi che le popolazioni che abitavano l’antica Larinum fossero discendenti degli antichi Liburni, provenienti dalle coste dell'attuale Dalmazia, attraverso l’Adriatico oppure con migrazioni via terra, alla fine dell’età del bronzo.
Una delle tesi più attendibili è quella che i Sanniti discendessero dai Sabini, anche in considerazione del nesso etimologico fra Safinim, Sabinus, Sabellus, Samnis, Samnitis, riconducibili a una comune radice indoeuropea.
In realtà uno dei punti più discussi della storia del Sannio di questi ultimi anni è quello relativo all'etnogenesi dei Sanniti, già in passato oggetto di varie congetture da parte degli antichi.
Secondo le più recenti ricerche della linguistica storica, popolazioni osco-umbre, abbandonate le steppe dell'Europa centro-orientale e valicate le Alpi, penetrarono nella seconda metà del II millennio a.C. nella penisola italica, si attestarono lungo la dorsale appenninica centrale, spingendosi anche a sud, lungo le coste adriatiche e tirreniche e sovrapponendosi alle popolazioni indigene. In seguito, come narra Strabone (V, 4, 12), un’altra popolazione indoeuropea, quella dei Sanniti, affine per lingua e religione agli Osci, sarebbe immigrata nell'area centro meridionale della penisola, al punto che i due gruppi avrebbero finito per coincidere e sovrapporsi, anche se con una variegata differenziazione tribale. Sia le fonti greche che quelle romane individuano nel Sannio le tribù dei Carecini, Caudini, Irpini, Pentri e Frentani, sottolineano che tutte furono fiere avversarie di Roma, anche se forniscono scarse informazioni sulle differenze esistenti fra loro.
È impossibile sapere con certezza da dove provenivano queste popolazioni, quanto erano numerose e fra loro diverse, e in quante ondate giunsero. Si sa però con certezza, in base alle abbondanti evidenze archeologiche, che già nella seconda metà dell’VIII secolo a.C. tali popolazioni erano stabilmente insediate in quello che sarà storicamente il territorio dei Sanniti. Iscrizioni e documentazioni epigrafiche testimoniano che già nel VI secolo a.C. abitavano nell'Italia centro-meridionale, a sud del Liri e del Sangro, popolazioni tradizionalmente definite di lingua italica, ad esclusione del Lazio, di lingua latina, e della Puglia, di lingua messapica. Si distinguevano popolazioni di lingua osca (Sannio, Campania, Lucania e Bruzio), umbra (nei territori di Gubbio, Assisi, Todi) e sabellica (comprendente Vestini, Marrucini, Peligni, Equi, Marsi, Volsci e Sabini), strettamente imparentate fra loro. Tale situazione rifletteva la progressiva stratificazione cronologica di entità culturali e linguistiche diverse, ma per molti aspetti anche affini.
Già nel IV secolo a.C. le variazioni dialettali, infatti, erano diventate del tutto trascurabili. Molto probabilmente il nome "osco" venne dato alla lingua dei Sanniti proprio perché la lingua degli invasori era molto simile a quella degli Osci le cui terre vennero invase. Nonostante fosse parlato in un’area tanto vasta, di esso non venne fatto uso scritto fino a un’epoca relativamente tarda, circa nel 350 a.C. quando i Sanniti entrarono in contatto con la più sviluppata cultura di Greci ed Etruschi, e cominciarono a regolare i loro scambi con i Romani per iscritto. Le fonti antiche (letterarie, epigrafiche e numismatiche) hanno tramandato tanto la forma osca del nome con il quale i Sanniti si autodefinivano, quanto la forma greca e latina del nome con il quale gli altri popoli li definivano. Sembra che i Sanniti chiamassero la propria regione Safinim e designassero se stessi col nome di Safineis. In latino la regione diventò Samnium e gli abitanti furono appellati Samnites. In lingua greca i Sanniti erano chiamati ∑αυνίται e la loro terra era ∑αυνίτις come attestano Polibio (III, 91, 9) e Strabone (V, 4, 3 e 13).
Discendenti probabilmente da uno stesso antico ceppo, essi presentano in ambito culturale molte analogie (lingua, religione, costumi), ma anche differenze conseguenti alla posizione geografica ed alla morfologia dei rispettivi territori. Mentre il Sannio frentano affaccia sulla costa adriatica, a contatto con popolazioni a vocazione marittima, quello pentro è orientato verso le Mainarde ed il Matese ed è collegato col versante campano. Il primo usufruisce di condizioni materiali che gli consentono un più elevato sviluppo economico e una rapida urbanizzazione, il secondo resta invece ancorato a forme più arcaiche di produzione e solo dopo la guerra sociale raggiunge un diffuso livello di urbanizzazione. Mentre i Pentri, disposti su territorio montuoso, restano legati a una forma di insediamento sparso, con una fitta rete di fortificazioni sulle alture, i Frentani, distribuiti su un territorio pianeggiante, già nel IV secolo a.C. si aggregano in centri urbani, per lo più ubicati sulle vie di antica percorrenza. Saranno tutti ugualmente sottomessi ed alla fine il loro territorio risulterà fortemente ridimensionato e circondato su tutti i lati da città e popoli alleati di Roma.
Si può dire che i Sanniti fanno il loro ingresso nella storia solo a partire dal 354 a.C. quando, venuti a contatto con i Romani per la prima volta, stipulano con loro un patto di non belligeranza (Livio, 7.19.4; Diodoro 16.45.8). Un accordo probabilmente motivato dalla necessità di definire i limiti delle rispettive zone di espansione. Di lì a poco sarebbe iniziato uno scontro feroce e lunghissimo, protratto, sia pure con interruzioni, per oltre cinquanta anni (dal 343 a.C. al 290 a.C.), che si sarebbe concluso con la definitiva sottomissione delle gentes fortissimae Italiae, come definì i Sanniti Plinio il Vecchio (Naturalis Historia III.11.106) e l'inizio di un processo di romanizzazione dell’Italia centro-meridionale. Un'espressione, quella di Plinio, che avvalorava l’immagine di un popolo fiero e bellicoso, il cui valore guerriero venne riconosciuto perfino dai Romani, loro acerrimi nemici, nella lotta per la supremazia sulla penisola italica. Questo carattere aggressivo e rude dei Sanniti, presente già nell'antica tradizione, il loro stile di vita primitivo e selvatico, secondo come li descrive Tito Livio (IX.13.7. montani atque agresti), il riconoscimento del valore guerriero e delle qualità militari, finiranno per influenzare anche la rappresentazione che dei Frentani tramanda l'antica tradizione storica. Infatti, sebbene sia l’unica insediata sulla costa adriatica, anche la tribù dei Frentani, nell'interpretazione erudita di Strabone (V, 4, 29), è collegata alle aree montuose interne, secondo una ricostruzione fatta a posteriori sulla base di esigui dati concreti.
Dopo l’umiliante sconfitta nella battaglia delle Forche Caudine subita nel 321 a.C. i Romani tentarono una serie di alleanze con diverse popolazioni sannite (Livio,X,3,1), seguendo una precisa strategia, quella di disarticolare la solida coscienza nazionale di quel popolo, garantendosi la fedeltà di alcune tribù.
Nel 304 a.C. i Frentani, già debellati nel 319 a.C. dai Romani, chiesero ed ottennero, insieme ad altre tribù, la pace con Roma, stringendo con essa un foedus, un patto di alleanza (Livio, IX, 45, 18) ed ottenendo in cambio maggiori spazi di autonomia. Divennero così, insieme a Marsi, Peligni e Marrucini, socii di Roma, a cui interessava particolarmente mantenere aperti i collegamenti commerciali con l'Apulia. Il trattato avvantaggiò notevolmente i Romani, infatti i Sanniti dovettero rassegnarsi alla perdita di Saticula, Luceria e Teanum Sidicinum, nonché dell'intera valle del Liri, dove già alla fine del IV secolo a.C. i Romani avevano fondato tre colonie latine (Sora, Fregellae e Interamnia), ritrovandosi circondati da civitates foederatae e da popoli alleati di Roma, che rendevano loro difficile poter seriamente minacciare il Lazio. E infatti dopo soli sei anni fu di nuovo guerra, questa volta con il coinvolgimento di Etruschi e Galli.
È probabile che proprio per effetto del trattato la comunità frentana di Larinum abbia ottenuto quello status di autonomia di civitas foederata. Secondo gli storici proprio il conseguimento di questa particolare condizione già all'inizio del III secolo a.C. avrebbe favorito lo sviluppo economico e la precoce urbanizzazione e latinizzazione di Larinum, con il definitivo passaggio dalla primitiva forma di insediamenti rurali sparsi a una forma propriamente urbana.
L’abbandono delle necropoli e dei siti abitativi sparsi coincide con un progressivo distacco dell'ager Larinas dal resto della Frentania, quella situata a ovest del Biferno, che invece conserva l’alfabeto osco e le istituzioni proprie dell’area pentra fino al I secolo a.C. come segno di tenace adesione al proprio carattere di ∑αυνιτικόν έθνος (Strabone, V,4,2), restando una delle zone italiche meno latinizzate.
Proprio questa fase di cambiamento degli assetti territoriali e dell'organizzazione amministrativa avvia un processo di trasformazione dell'economia frentana in direzione di una maggiore dinamicità del sistema economico locale e quindi di un sempre crescente uso della moneta.
Sebbene con una certa approssimazione cronologica, si può ritenere che nel periodo 270-250 a.C. già erano circolanti emissioni monetali sia da parte della città di Larinum che da parte dei Frentani. Per i decenni precedenti, pur essendo attestati numerosi rinvenimenti, non si può comunque ritenere che queste aree fossero a intensa circolazione monetaria. Sulla base dei dati di rinvenimento di scavo, sembra che vi sia stata una discreta penetrazione di moneta “estera” sia nella regione larinate sia nel Sannio interno, proveniente da ambiente campano ed apulo. In realtà solo a partire dagli anni della seconda guerra punica la zecca di Larino cominciò a produrre abbondanti ed articolate serie di monete, seguendo il sistema di frazionamento decimale dell’asse romano, tipico delle città situate sulla fascia adriatica.
Una rara emissione di oboli in argento del IV secolo a.C. con la legenda greca ΣΑΥΝΙΤΑΝ farebbe supporre una fase di unità politica delle genti del Sannio. Per la prima volta compare, al rovescio, la punta di giavellotto (il saunion), all'interno di una corona di alloro, e una testa femminile velata, al diritto. La presenza dell’etnico in caratteri greci, e non in alfabeto osco, ha fatto ipotizzare una provenienza dalla zecca di Taranto, frutto di una probabile alleanza. I dati archeologici in nostro possesso sembrano confermare che il territorio frentano sia stato piuttosto restio all'uso della moneta coniata, sia rispetto al Sannio interno, sia rispetto all'Adriatico settentrionale, iniziando a produrre monete solo dopo la metà del III secolo a.C.
I Frentani, per la propria moneta in bronzo scelgono, come legenda, l'etnico Frentrei in lingua e grafia osca, destrorsa, a sottolineare la propria sfera di autonomia, ed utilizzano tipi di ambiente greco, quali la testa del dio Mercurio, al diritto, ed un Pegaso alato, al rovescio. In base ai ritrovamenti si presume che la circolazione fosse limitata alla regione di provenienza e che tali monete venissero utilizzate come mezzo di scambio in ambiti commerciali assai ristretti.
Larinum invece, ormai già inserita in un circuito di contatti culturali e rapporti commerciali con il mondo campano ed apulo, utilizza una varietà di tipi e legende, iniziando con una serie in bronzo, a legenda greca e tipologia campana, ΛΑΡΙΝΩΝ, con testa di Apollo e Toro dal volto umano, risalente al 270-250 a.C. e passando poi a due tipi con motivi iconografici apuli e campani, con legenda osca ma grafia latina (sinistrorsa), Larinei (moneta emessa a Larino), con testa di Atena elmata e cavallo al galoppo e poi Larinod (moneta emessa da Larino), con testa di Atena elmata e fulmine.
I pochi esemplari noti, pertinenti a queste emissioni, e la mancanza di contesti precisi, non consentono di conoscere con certezza la datazione di questa emissione. Queste prime esperienze monetali di Larino sono considerate di non lunga durata, rimasero in uso per diversi decenni, affiancandosi alla moneta romana, che andava ormai diffondendosi nella regione; la sua area di circolazione restò comunque circoscritta al Sannio ed alla fascia costiera adriatica centro-meridionale, come mezzo di piccolo scambio.
Riguardo ai Frentani, è appena il caso di sottolineare che a lungo è stata considerata incerta la loro appartenenza al gruppo etnico dei Sanniti, messa in dubbio sulla base della documentazione archeologica relativa alla fase arcaica: quanto più emergevano, a seguito delle ricerche, caratteri culturali ed usi rituali che distinguevano questa popolazione dai Sanniti stanziati nelle aree appenniniche interne, tanto più si riproponeva la discussione sulle ampie questioni di etnostoria italica.
Non a caso le stesse fonti antiche (Strabone, Tolomeo, Mela, Plinio) per lo più non concordano sull'estensione territoriale della Frentania e sulla sua delimitazione geografica, ed approssimativa e imprecisa appare anche in esse l’ubicazione geografica dei diversi insediamenti abitativi: evidentemente anche agli occhi degli antichi autori la storia del Sannio appariva estremamente mobile, come un magma in continua modificazione, che in determinate zone si presentava con connotazioni e differenze a volte anche accentuate.
A metà del Settecento anche lo storico Giovanni Andrea Tria annotava “Quanto all'origine dei Frentani, nemmeno convengono gli storici: stimano alcuni che i Frentani provenissero dai Sanniti, altri che provengano dai Liburni, altri dai Sabini, ed altri ancora dagli Etrusci”.
Proprio in base a questa complessa prospettiva di affinità-diversità, il geografo Strabone (V,4,2) considera i Frentani una popolazione etnicamente sannita (∑αυνιτικόν έθνος), ma al tempo stesso la loro regione distinta dal Sannio sotto il profilo culturale. Del resto i Frentani in quasi tutte le fonti antiche sono descritti in una condizione di perifericità rispetto alla regione sannita, in una posizione marginale rispetto all'area centrale appenninica.
Non sono molti i riferimenti degli storici antichi alla vita dei Sanniti, ma gli scavi archeologici stanno restituendo una ricca documentazione sulle loro abitudini quotidiane e sulle loro attività, offrendoci uno spaccato efficace della loro vita quotidiana. Emerge così il ritratto di una popolazione notevolmente diversa da quella che hanno descritto gli storici antichi, preoccupati piuttosto di trasmettere ai posteri una narrazione secondo una versione decisamente favorevole a Roma, magnificando le imprese della loro nazione, rappresentate come una saga eroica.
Descritti dalle fonti antiche come popolazioni rozze e primitive, arroccate sulle montagne, le recenti ricerche hanno invece portato alla luce le testimonianze di un popolo estremamente mobile, capace di relazionarsi ed interagire con diverse popolazioni del Mediterraneo. I dati archeologici attestano l’esistenza di stabili insediamenti, con un'organizzazione socio-economica di tipo semplice, basata su una ridotta specializzazione del lavoro, in cui le attività produttive avevano prevalentemente carattere stagionale. Si tratta di un'organizzazione territoriale caratterizzata da un accentuato frazionamento, vicatim, come afferma Tito Livio (IX,13,7; X,17,2); infatti, nelle zone pianeggianti e collinari, di solito in prossimità dei corsi d’acqua e delle vie di comunicazione, sono presenti villaggi sparsi, di dimensioni ridotte, difesi da fossati o palizzate (il vicus, collegato a pascoli, boschi e terreni coltivati) oppure, nelle aree di montagna, cittadelle fortificate di dimensioni variabili (l'oppidum difeso da breve cinta muraria), posizionate in condizioni strategiche per il controllo del territorio.
In un territorio prevalentemente montuoso, la produzione agricola e l’allevamento di bestiame erano alla base dell'economia sannita, finalizzate a soddisfare i bisogni primari delle comunità; nel Sannio preromano l’allevamento avveniva sia in forma stanziale che transumante, sia pure in scala più ridotta di quanto non avvenne in seguito nel Sannio romanizzato. Tra le attività artigianali era certamente praticata la lavorazione della lana e delle pelli, nonché la produzione di ceramica e di laterizi. Bojano, ad esempio, rappresentava un importante distretto produttivo di tegole, con tanto di marchio di fabbrica.
Non poca importanza rivestiva l’attività guerriera, soprattutto per le popolazioni delle aree interne, che si realizzava in forme di rapina, prelievo forzoso, pedaggio derivante dal controllo militare delle vie di comunicazione, praticati attraverso imboscate, assalti improvvisi, incursioni ed agguati.
Numerose campagne di scavo effettuate in località Monte Vairano (in agro di Busso e Baranello, presso Campobasso, a 998 m s.l.m.) hanno riportato alla luce un abitato fortificato sannitico, risalente al IV secolo a.C. distribuito su un'area di circa 49 ettari, articolato in case, botteghe, luoghi di culto, laboratori di artigiani, ben distribuiti su un complesso tessuto viario, protetto da una lunga cinta muraria (di circa 3 km.), che in alcuni casi supera i due metri di altezza, con relative porte di accesso e torri di guardia. Si tratta di un insediamento di notevole consistenza, che presuppone la presenza di una comunità con una propria organizzazione sociale, che ha elaborato, secondo una logica costruttiva, un piano organico di sistemazione dell’area, delimitata dalle mura. Nei diversi edifici sono stati rinvenuti mortai, anfore, brocche, pesi da telaio, testimonianza efficace di uno spaccato della vita quotidiana di quella popolazione. L’area, abitata già prima delle guerre sannitiche, cessa di essere frequentata verso la metà del I secolo a.C. quando si verificano i crolli degli edifici.
Con il resto del mondo italico, ad esempio, i contatti si evincono dalla presenza di oggetti di bronzo etruschi, legati soprattutto a pratiche cultuali. Stretti erano i rapporti anche con la città di Taranto, ma anche dall'Apulia e dalla Campania giungevano nel Sannio ceramiche di pregio. Contatti economici e commerciali tra i Sanniti e gran parte dell’Italia centro meridionale sono confermati dalle monete provenienti da zecche apule, campane e del Bruzio rinvenute in territorio molisano. Abili esportatori di legname e dei prodotti di allevamento, i Sanniti giungono a occidente fino a Marsiglia e alle isole Baleari, a oriente fino al Bosforo e alle isole Egee, dalle quali importano vino pregiato, come testimoniano le anfore vinarie col marchio di Rodi, Chio e Cnido, ritrovate nelle diverse necropoli molisane. Inoltre armi e cinturoni sannitici, testimonianze della loro attività di mercenarismo, sono stati rinvenuti non solo in Magna Grecia, ma anche in alcune città greche.
A diretto contatto con gli agglomerati abitativi, seppero creare aree sacre di particolare monumentalità, ubicate in luoghi suggestivi e nelle ampie valli, edificate con grande perizia tecnica e ricche di apparati decorativi. Luoghi di culto che testimoniano quanto nel Sannio antico la vita, nella sua quotidiana ordinarietà, fosse costantemente intrisa del sacro, nella vita coniugale, nel lavoro dei campi, nelle ricorrenze religiose, negli eventi luttuosi.
In fondo la storia del Sannio, vista in un lungo periodo, tra l’Età del Ferro e la fine dell’era antica, è la storia di una progressiva evoluzione, con situazioni fortemente diversificate a seconda delle aree geografiche: infatti mentre il centro dell’area sannitica resta più a lungo legato a forme arcaiche (in cui i gruppi dominanti tentano di conservare la struttura di classe, risalente al VII secolo), ai suoi margini la periferia meridionale si accinge al salto di qualità, avviandosi rapidamente verso l'urbanizzazione. Mentre nelle zone sannitiche centro-italiche l’urbanizzazione penetra solo nel I secolo a.C., nella periferia meridionale tra Frentania e Daunia, lo sviluppo economico già nel III secolo a.C. marcia decisamente verso una civiltà urbana. Del resto, anche sul versante tirrenico dell'Italia centro-meridionale il processo di urbanizzazione si attua precocemente, rispetto alle aree interne, ed è strettamente correlato a un avanzato sviluppo economico e sociale, determinato dal contatto con le tendenze innovatrici del mondo greco. Nelle realtà che non ancora conoscono l'urbanizzazione, invece, restano bassi i livelli di produzione e scarso lo sviluppo delle specializzazioni.

### Periodo Romano

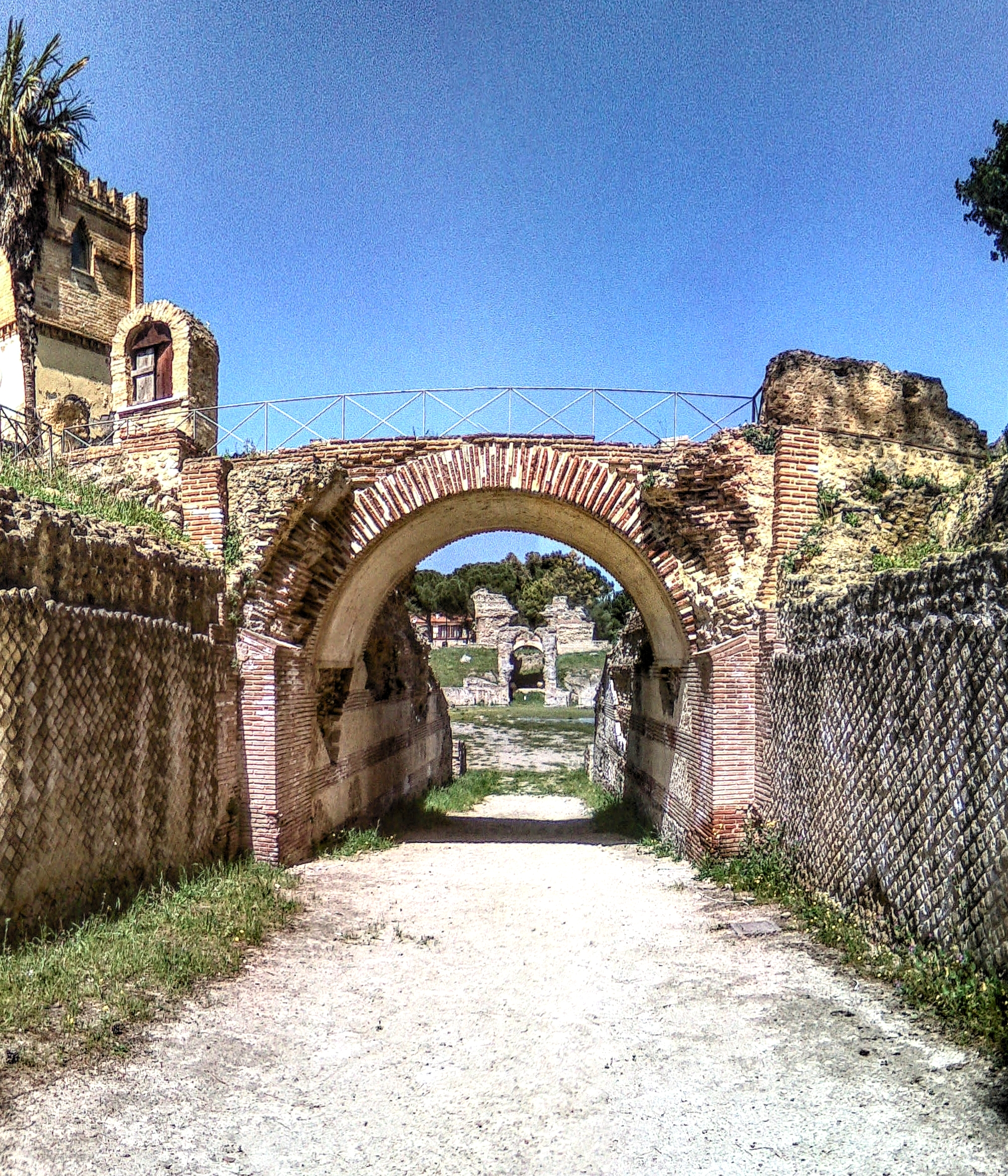
L'anfiteatro

L'anfiteatro

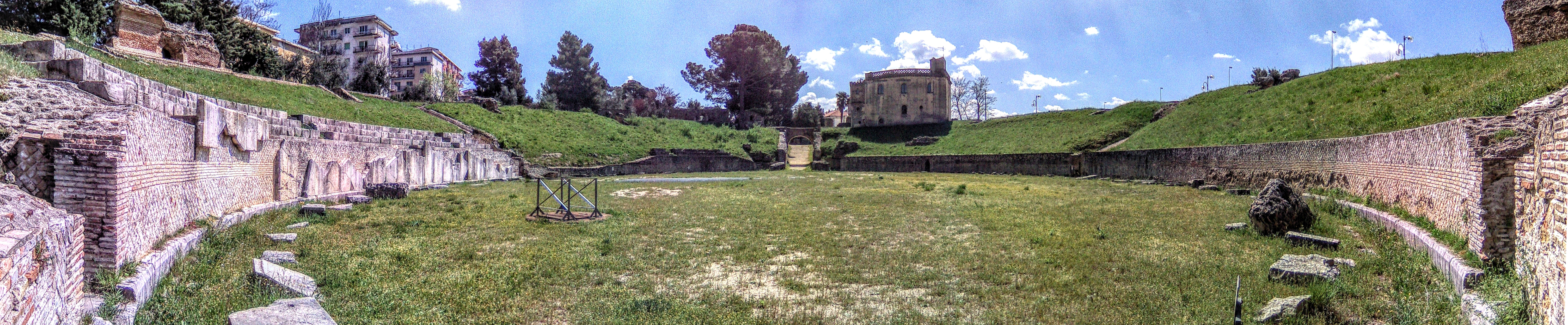
L'anfiteatro

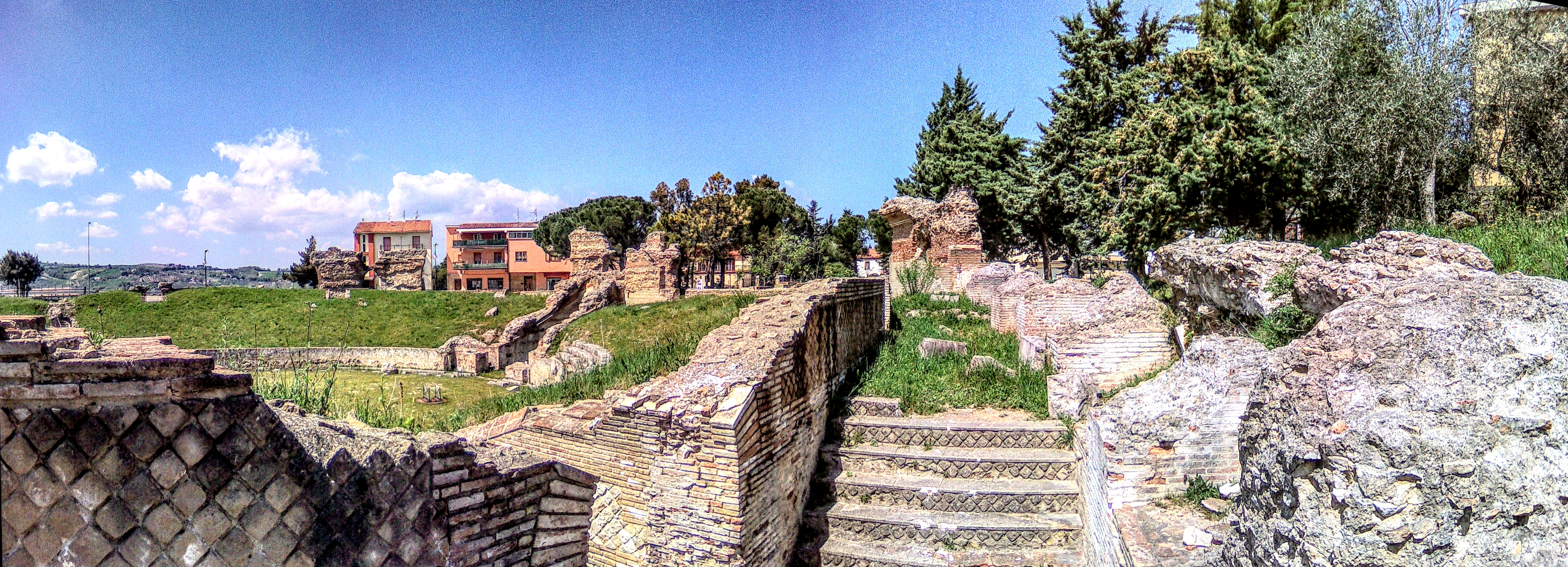
L'anfiteatro

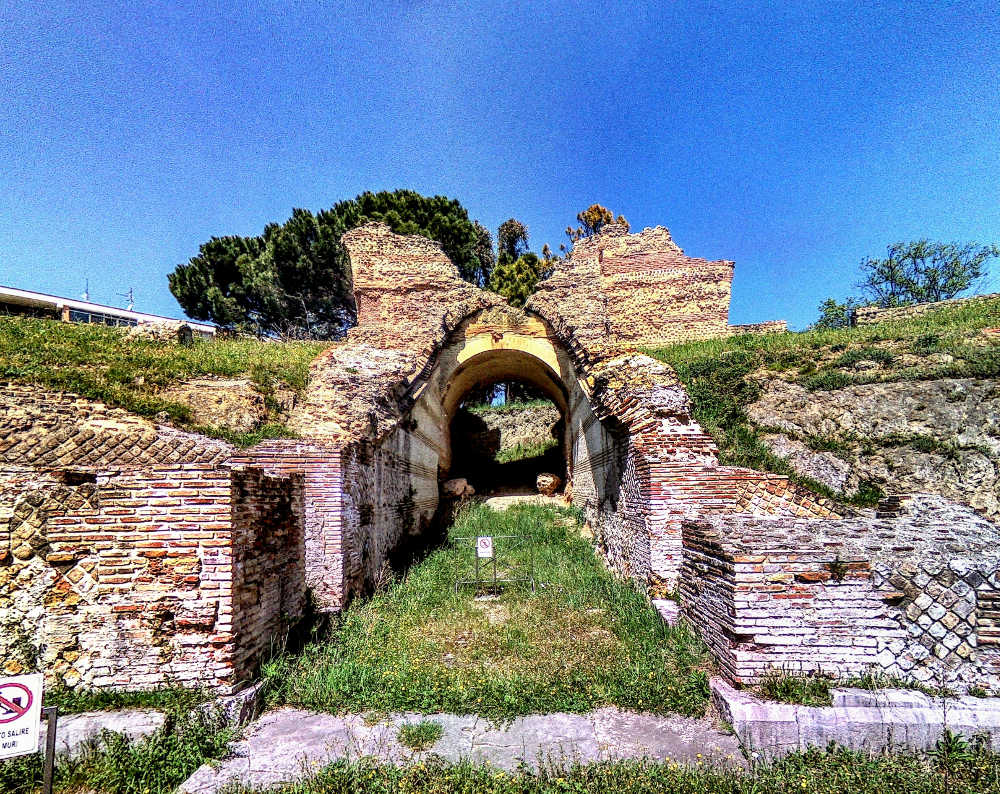
L'anfiteatro

Già all'inizio del periodo ellenistico, dunque, Larinum sembra aver ormai raggiunta una fisionomia definitiva ed aver acquistato un ruolo preminente rispetto agli altri centri della zona. Alla fertilità del terreno, alla strategica posizione geografica, alla florida attività commerciale ed ai numerosi contatti già avviati con svariati ambienti culturali, Larinum aggiunge adesso, alla pari di altre entità statali, il riconoscimento da parte di Roma della condizione di res publica Larinatium (Livio XXVII,43,10), concessa, naturalmente, in base ai criteri di opportunità geografica e “politica” abitualmente utilizzati dai Romani nella loro attività di urbanizzazione e di controllo amministrativo del territorio.
Ciò favorisce lo svolgimento di un autonomo ruolo amministrativo e l’avvio di un'autonoma monetazione locale in bronzo, nonché la presenza di accentuati caratteri di cultura mista osco-latina, non documentata nella regione a nord del Biferno. Grazie all'ordinamento romano, la città, ormai ricca e popolosa e dotata di leggi e magistrati propri, riesce a produrre anche una rapida trasformazione dell’organizzazione del suo centro urbano ed avviare una concentrazione delle iniziative di investimento di carattere edilizio ed infrastrutturale, nello sforzo di potenziare l’entità urbana. Investimenti che non riguardano solo la spesa pubblica, ma anche quella di origine privata.
Le indagini di scavo condotte negli anni nell'abitato di Piana San Leonardo, sebbene limitate ad aree non molto estese, hanno fatto emergere una realtà insediativa alquanto complessa e cronologicamente articolata, che parte dal periodo arcaico e giunge fino a quello tardo ellenistico, con tracce di acciottolato, di strade lastricate, di pavimentazioni pubbliche, di quartieri artigianali e di abitazione, di un’area sacra (Via Jovine), che evidenziano tecniche edilizie sempre più evolute.
È noto che, con il definitivo ordinamento augusteo, il fiume Biferno divenne il naturale confine tra la Regio IV e la Regio II, tra cui furono divisi i Frentani. Il territorio a ovest del fiume, assegnato alla Regio IV, manteneva la denominazione di Regio Frentana e comprendeva le città di Anxanum (Lanciano), Histonium (Vasto), Hortona (Ortona), Buca (forse Termoli) (Plinio, Naturalis Historia, III, 106). Il territorio a est del Biferno, assegnato alla Regio II, venne di fatto assimilato alla Daunia: comprendeva Cliternia, Teanum Apulum e Larinum, spingendosi fino al Fortore, il flumen portuosum Fertor citato da Plinio (N. Hist. III, 103). Questa fisionomia particolare di Larino le consentì comunque di conservare, nella denominazione ufficiale, memoria della sua pertinenza etnica all’area Frentana: Larinates cognomine Frentani, scrive infatti Plinio (N. Hist. III, 105). Non devono quindi meravigliare le divergenze esistenti fra i testi antichi, in merito all'esatta attribuzione di Larinum a un preciso ambito territoriale. La città, infatti, è citata dal geografo Stefano Bizantino come πόλις Δαυνίων, in Pomponio Mela è soltanto un oppidum della Daunia, per Tolomeo è uno dei principali centri dei Frentani, secondo Plinio il Vecchio è città frentana, ma risulta inserita nella Regio II, che comprende l’Apulia.
Gli scavi sistematici, effettuati a partire dal 1977 a Piana San Leonardo, hanno restituito una sequenza stratigrafica, sia pure solo in aree limitate, molto interessante, ed hanno consentito di individuare, sia pure in maniera discontinua, l’area di estensione della città romana, anche se allo stato attuale non è possibile precisarne con esattezza il perimetro delle mura.
Infatti l'espansione edilizia di Larino, verificatasi nel dopoguerra proprio nell'area di Piana San Leonardo per soddisfare le esigenze abitative della comunità, si sovrappone quasi fedelmente all'antico sito, realizzando una rapida e quasi completa urbanizzazione dell’intera area. Tale condizione ha determinato, negli anni successivi, una situazione estremamente problematica sotto il profilo della ricerca archeologica, per cui è stato possibile esplorare esclusivamente quelle poche aree rimaste libere, ubicate tra gli agglomerati edilizi moderni, le sole suscettibili di iniziative di conservazione e valorizzazione di quelle evidenze archeologiche non ancora compromesse dallo sviluppo edilizio.
Le esplorazioni archeologiche a Piana San Leonardo hanno accertato la presenza di insediamenti risalenti alla fine del V secolo a.C. - prima metà del IV secolo a.C. costituiti da acciottolato e resti di muri perimetrali di edifici. Successivamente, su quelli più antichi, furono impostati altri edifici, risalenti alla fine del IV secolo – inizi del III secolo a.C. che adottarono tecniche edilizie più evolute, con muretti a secco, con pietre irregolari e con filari di tegole, oppure legati con malta cementizia. In seguito la zona corrispondente all'attuale Via Jovine venne ad assumere una destinazione sacra: infatti la fase ellenistica (fine III secolo a.C. – inizio II secolo a.C.) è caratterizzata dalla presenza di una grande quantità di materiale votivo, da riferire all'attività di un santuario, da identificare molto probabilmente con un edificio di notevoli dimensioni di cui restano alcuni grossi blocchi di pietra tufacea, ben squadrati. A giudicare dal materiale votivo, l’area era dedicata a una divinità femminile, molto probabilmente Afrodite: infatti numerose sono le statuette di terracotta che raffigurano la dea. Il tempio della dea è stato parzialmente riconosciuto in una struttura di blocchi calcarei, cui viene affiancata, intorno al II secolo a.C. un'aula rettangolare pavimentata a mosaico, che forma un motivo a reticolo. In questa fase, sia pure limitatamente ad alcuni settori della città, si adottano, solo per edifici di maggiore consistenza, blocchi tufacei ben squadrati, che saranno impiegati per lungo tempo. La zona adiacente al tempio fu adibita, per tutto il periodo di funzionamento del santuario, ad area di scarico del materiale votivo, che si presenta sparso in tutta la zona. Inoltre, limitatamente ad alcune zone, l’area fu adibita anche a sacrifici particolari, come dimostra la presenza di mucchi di ciottoli disposti a piramide, frammisti a carboni, statuette fittili e statuette votive.
Gli oggetti votivi comprendono materiale ceramico, statuette fittili e di bronzo, e molte monete, tra cui un gruzzolo di ventidue, nascosto in un vasetto di terracotta, che forma un vero e proprio tesoretto, risalente alla metà del II secolo a.C. Ma l’elemento più caratterizzante del deposito votivo può essere considerato senz'altro la coroplastica di piccole dimensioni: si tratta di statuette eseguite a stampo, che quindi si presentano cave internamente e per lo più di argilla omogenea. La parte anteriore è più accurata nei particolari, quella posteriore è solo appena abbozzata e di fattura grossolana; le teste, eseguite a tutto tondo, servendosi di due matrici, sono state di solito create a parte e poi applicate alla base del collo. Tra i diversi tipi attestati a Larino, prevalgono le figure femminili panneggiate, secondo lo stile attico che si diffuse rapidamente in tutto i mondo ellenistico fino al I secolo a.C.
La presenza di queste statuette costituisce un interessante documento per comprendere le diverse direttrici di diffusione di motivi culturali iconografici ellenistici provenienti da Taranto e dall'area magno greca in genere e diretti non solo verso la Campania e il Lazio, ma anche verso le regioni medio - adriatiche. Si conferma così il ruolo rilevante svolto dalla città per la diffusione di questi e di altri prodotti in vaste aree del centro Italia.
Un'altra delle aree più ampiamente esplorate è quella in località Torre Sant'Anna, che conobbe lunga vita, attraversando varie fasi. Inizialmente vi si trovava una raffinata domus, realizzata intorno al III-II secolo a.C. di cui sopravvivono l’atrio, pavimentato in ciottoli policromi, ed alcuni ambienti circostanti. La ricchezza dell’edificio è testimoniata dalla presenza di un ampio impluvium con una pavimentazione in mosaico policromo, raffigurante al centro un polpo ed agli angoli quattro cernie.
Ma la vita della domus venne bruscamente interrotta per sopravvenute esigenze pubbliche. La zona, infatti, fu destinata a ospitare un’area pubblica, con edifici monumentali, tra cui il foro, una grande struttura, a pianta quadrangolare, realizzata in opus mixtum di reticolato e laterizi. L’edificio si articolava in una serie di esedre, con abside centrale, che si aprivano su un ambiente interno porticato. Alle spalle, con accesso a est, si conservano i tratti murari in laterizio di un altro edificio con pronao, forse originariamente rivestito all'interno con marmi e pavimentazione in mosaico, del quale si ipotizza una destinazione sacra, forse il tempio di Marte al quale allude Cicerone, quando riferisce della presenza a Larino dei Martiales, schiavi pubblici, consacrati al culto del dio secondo antiche tradizioni religiose.
Una terza area di Piana San Leonardo sottratta alla proliferazione edilizia è quella compresa tra l’asilo nido ed il Tribunale Civile, dove è venuto alla luce, inspiegabilmente, un settore urbano con strada lastricata e marciapiedi, lungo la quale si evidenziano da un lato edifici abitativi e dall'altro edifici artigianali. Inspiegabilmente, perché si tratta di un’area piuttosto decentrata rispetto a quello che si credeva il limite dell’antica città. Alcuni ambienti destinati ad abitazioni conservano ancora pavimentazioni in mosaico e in cocciopisto; la parte artigianale, sebbene in condizioni peggiori, conserva vasche, pavimenti in cocciopisto e canalette di deflusso.
Nel 91 a.C. scoppia la guerra sociale: è l’ultima sfida contro Roma da parte dei popoli italici. Anche i Sanniti insorgono per ottenere a pieno diritto la cittadinanza romana, e costituiscono, insieme alle altre popolazioni, la Lega Italica; rappresentano, nello schieramento degli insorti, l’elemento più forte e determinato. Di fronte agli iniziali successi dei ribelli, Roma reagisce promulgando alcune leggi (la lex Julia e la lex Plautia Papiria) che concedono la cittadinanza romana a tutte le popolazioni italiche che in quel momento non sono in armi o che sono disposte a deporle. L’iniziativa ribalta la situazione a favore di Roma dal momento che buona parte dei ribelli accoglie la proposta. Le lunghe guerre avevano ormai fiaccato le resistenze italiche ed il sopravvento di Roma era diventato inevitabile. La concessione della cittadinanza consente ai Romani di organizzare l’assetto territoriale mediante la fondazione di municipia, non solo sedi del potere amministrativo ma anche centri organizzativi delle attività produttive, artigianali, agricole, edilizie e commerciali.
La municipalizzazione non ebbe subito vita facile, perché venne a scontrarsi con il sistema italico, tradizionalmente legato a un'economia agricolo-pastorale che si esprimeva in una forma di insediamento sparso. Col tempo anche il Sannio si adeguò al sistema municipale romano, preludio a una completa romanizzazione del territorio: nell'area molisana sorsero municipi a Isernia, Venafro, Trivento, Bojano, Sepino e Larino, secondo le necessità organizzative del potere centrale.
Nello stesso periodo scompaiono le testimonianze di vita in quasi tutti i santuari sannitici.
I Sanniti, ribelli nella guerra sociale, non avevano comunque dimenticato l’opposizione dimostrata da Lucio Cornelio Silla alla loro ammissione alla cittadinanza romana: allo scoppio della guerra civile, quindi, non esitarono a schierarsi con Gaio Mario. Quando Silla rientrò dall'Oriente nell'anno 83 a.C. decise che avrebbe combattuto l’ultima delle guerre sannitiche. La sanguinosa battaglia di Porta Collina (82 a.C.) fu per i Sanniti la loro ultima grande battaglia: colpevoli di aver appoggiato i populares di Mario, dovettero fare i conti con la spietata vendetta del vincitore, che si accanì in modo particolare contro di loro, convinto, come narra Strabone (V ,4, 11), che nessun romano sarebbe stato al sicuro finché fosse esistita una comunità sannita organizzata.
La sconfitta segna la fine dei Sanniti come entità statale, dotata di una propria identità, di istituzioni, lingua e religione proprie. Mai più avrebbero svolto un ruolo nello stato romano, confinati nell'oscurità ed ampiamente ignorati. Da quel momento i Romani non sentirono in alcun modo la necessità di riconciliarsi con loro ed avviarono un lento processo di denazionalizzazione del Sannio. Larghi tratti di territorio vennero confiscati e distribuiti ai veterani; quelli non assegnati divennero ager publicus a disposizione degli allevatori. Perfino la lingua osca fu declassata a dialetto contadino, lasciando completamente il posto al latino. Già alla fine del I secolo d.C. una larga percentuale della popolazione del Sannio non doveva più essere sannita.
Non è certo un caso se, anche a distanza di tempo, ben pochi furono i Sanniti che occuparono gli alti comandi dell’esercito, ed anche in campo politico pochissimi rivestirono cariche ufficiali di alto rango o riuscirono a sedere nel Senato romano.
Anche se le più antiche fasi della storia di Larino sono affidate ai risultati della ricerca archeologica, si dispone oggi di una sola, ma autorevolissima fonte antica, Cicerone, per avere una testimonianza di quella che poteva essere, nel I secolo a.C. la vita di una città di provincia come Larino, negli anni immediatamente successivi al bellum sociale, un affresco, certamente lacunoso, della società locale proiettata nell'ambito dei ben più ampi avvenimenti dell'Italia del tempo.
Nel 66 a.C. Cicerone, quarantenne, pronunciò a Roma, davanti al tribunale penale un'orazione in difesa del larinate Aulo Cluenzio Avito (la celebre Pro Cluentio), un aristocratico di rango equestre, uomo di "antica nobiltà", accusato dalla madre Sassia di tentato omicidio del patrigno Stazio Oppianico e del tentativo di corruzione dei giudici del processo.
Per attestare la loro stima all'amico e testimoniare a suo favore, giunsero a Roma non solo i più nobili cittadini dei Frentani, dei Marrucini e dei Sanniti dell’interno, ma anche equites romani provenienti da Lucera e da Teano Apulo. Si trattò senza dubbio di un processo molto “chiacchierato”, poiché i Cluentii appartenevano al rango equestre ed erano una delle famiglie più facoltose ed in vista della città.
Nel tempo in cui si svolgono i fatti descritti da Cicerone, Larino è ormai diventata una città operosa, ricca e vivace: ha attraversato diversi assetti urbanistici, vi si organizzano feste e giochi pubblici, si tengono mercati, si intrecciano intensi traffici commerciali, grazie ai rapidi ed agevoli collegamenti viari. Nel corso della recente guerra sociale il partito popolare ha combattuto al fianco degli italici, quello conservatore, di antica nobiltà, si è schierato a favore di Silla. La città è stata dilaniata da lotte interne e violenti disordini, scontri tra le due avverse fazioni, che hanno fatto ricorso con spregiudicatezza a ogni mezzo pur di contendere il potere politico all'avversario. È il clima che ormai caratterizza la crisi del regime repubblicano dell'ultimo secolo a.C.
L’orazione offre a Cicerone spunti per descrivere, anche solo incidentalmente, i costumi e il tenore di vita delle famiglie aristocratiche di Larino, molte delle quali in stretto rapporto di amicizia e di affari con senatori e personaggi di rilievo della capitale, dove sicuramente si recavano con notevole frequenza. Famiglie abituate a vivere nel lusso e negli agi, che ricavavano i propri profitti dagli affari, dalla pastorizia e dalle attività agricole (negotia, res pecuariae, praedia).
Si sa pochissimo delle vicende di Larino in età tardo imperiale: sicuramente l’area era ancora abitata nel IV secolo d.C. epoca a cui si datano le circa seimila monete di bronzo rinvenute casualmente in località Lagoluppoli, forse nei pressi di un’antica strada, ormai scomparsa, che da Larino proseguiva verso Rotello ed i mosaici rinvenuti nei vecchi scavi, che attestano la vitalità del centro abitato. Certamente anche Larino fu colpita dal terribile terremoto del 346 d.C. che devastò l’intero Sannio, come dimostrano le iscrizioni relative agli interventi su edifici pubblici restaurati a cura dello Stato. Proprio da Larino proviene un'iscrizione relativa ad Autonius Iustinianus, primo governatore della Provincia Samnii, da poco istituita, che si occupò in particolare della disastrosa situazione di Isernia.
Il Sannio, infatti, dopo essere stato accorpato alla Campania, verso la fine del III secolo d.C., con il profondo riordinamento amministrativo dell’Impero promosso da Diocleziano, diventa nuovamente provincia autonoma verso la metà del IV secolo d.C. conservando inalterata la sua unità territoriale fino alla fine del VI secolo d.C. quando, con l’avvento dei Longobardi, perderà definitivamente la propria autonomia amministrativa.
In età alto medievale tutto il sito di Piana San Leonardo era già probabilmente in stato di abbandono, oggetto di sistematiche spoliazioni di materiali lapidei, utilizzati per la costruzione delle abitazioni del centro medievale, più a valle; in particolare furono asportate le parti in laterizio dell'anfiteatro che, ormai non più in uso, venne adibito occasionalmente per sepolture e fu anche utilizzato per ricoveri di fortuna in alcuni spazi dell'anello superiore della cavea; nella rampa della porta est funzionò fino all'inizio dell'VIII secolo d.C. una fornace per calce.

## Urbanistica
Nonostante gli innumerevoli scavi e saggi archeologici eseguiti in questi ultimi decenni in zone diverse del suo tessuto urbano, è ancora oggi difficile dire con precisione dove e quanto si estendesse la città: è presumibile, soprattutto in base alle evidenze archeologiche, che occupasse un’area, per così dire, a forma di ala di uccello, con al vertice l’anfiteatro (ubicato, quindi, un poco ai margini del paese) ed i due bracci disposti l’uno verso la collina del Montarone (la zona attualmente più invasa dall'edilizia moderna) e l’altro verso Torre Sant'Anna (presumibilmente l'area della città romana più ricca di edifici pubblici e privati).
Tale conformazione urbanistica fu certamente condizionata dal particolare andamento declinante del terreno e dalla preesistenza di percorsi viari di collegamento, che determinarono la scelta dei siti abitativi. Certamente un'antica strada collegava Torre Sant'Anna con il fondovalle del Biferno, così come la strada attuale verso il Montarone svolge, come allora, funzione di collegamento con la Piana di Larino e la costa adriatica. Un terzo braccio stradale, sopravvissuto fino ad oggi, è quello che dall'anfiteatro si dirige verso l’interno, in direzione di Casacalenda, dove sorgeva la necropoli romana, come è testimoniato dalle numerose epigrafi e lapidi funerarie rinvenute alla fine dell’Ottocento, quando fu costruita l'attuale stazione ferroviaria.
Anche se nell'ambito dell’area frentana Larino è la città meglio nota, grazie ai ruderi rimasti parzialmente sempre fuori terra e grazie ai risultati delle recenti ricerche archeologiche, gradualmente sempre più estese, bisogna dire che solo a partire dagli anni Sessanta del Novecento fu esteso un primo vincolo archeologico alle aree immediatamente adiacenti all'anfiteatro, già abbondantemente urbanizzate. Dagli anni Settanta l’Amministrazione comunale, in concomitanza con l’istituzione della Soprintendenza archeologica del Molise, ha affrontato in modo costruttivo il problema relativo alla tutela di quelle aree ancora libere da costruzioni, condizionando la destinazione delle particelle, che sono state in tal modo risparmiate dallo sviluppo edilizio. Non essendo ormai più praticabile l'attuazione di interventi di esproprio, è stato possibile procedere all'esplorazione archeologica soltanto in quelle zone rimaste libere, realizzando, dove necessario, interventi di restauro e di conservazione nelle aree dove sono state rinvenute evidenze archeologiche (mosaici, lastricati, manufatti).
Tutte le strutture rinvenute negli ultimi trenta anni, sebbene immerse tra gli agglomerati edilizi moderni, sono state sottoposte a consolidamento e restauro: i mosaici, in particolare, sono stati collocati su specifici supporti, posizionati in situ in modo da poter essere asportati, se necessario, in qualsiasi momento. È stata comunque assicurata a ogni manufatto la dovuta protezione, per rallentarne il processo di disgregazione, lasciandolo comunque pienamente fruibile. Infatti tra la possibilità di asportare un mosaico per esporlo nella sala di un museo e quella di lasciarlo nel sito originario, dopo accurata operazione di restauro, si è prevalentemente preferita questa seconda soluzione, per l’esigenza di restituire al manufatto la sua più completa leggibilità, conservandolo nell'ambiente originario.

### L'anfiteatro romano

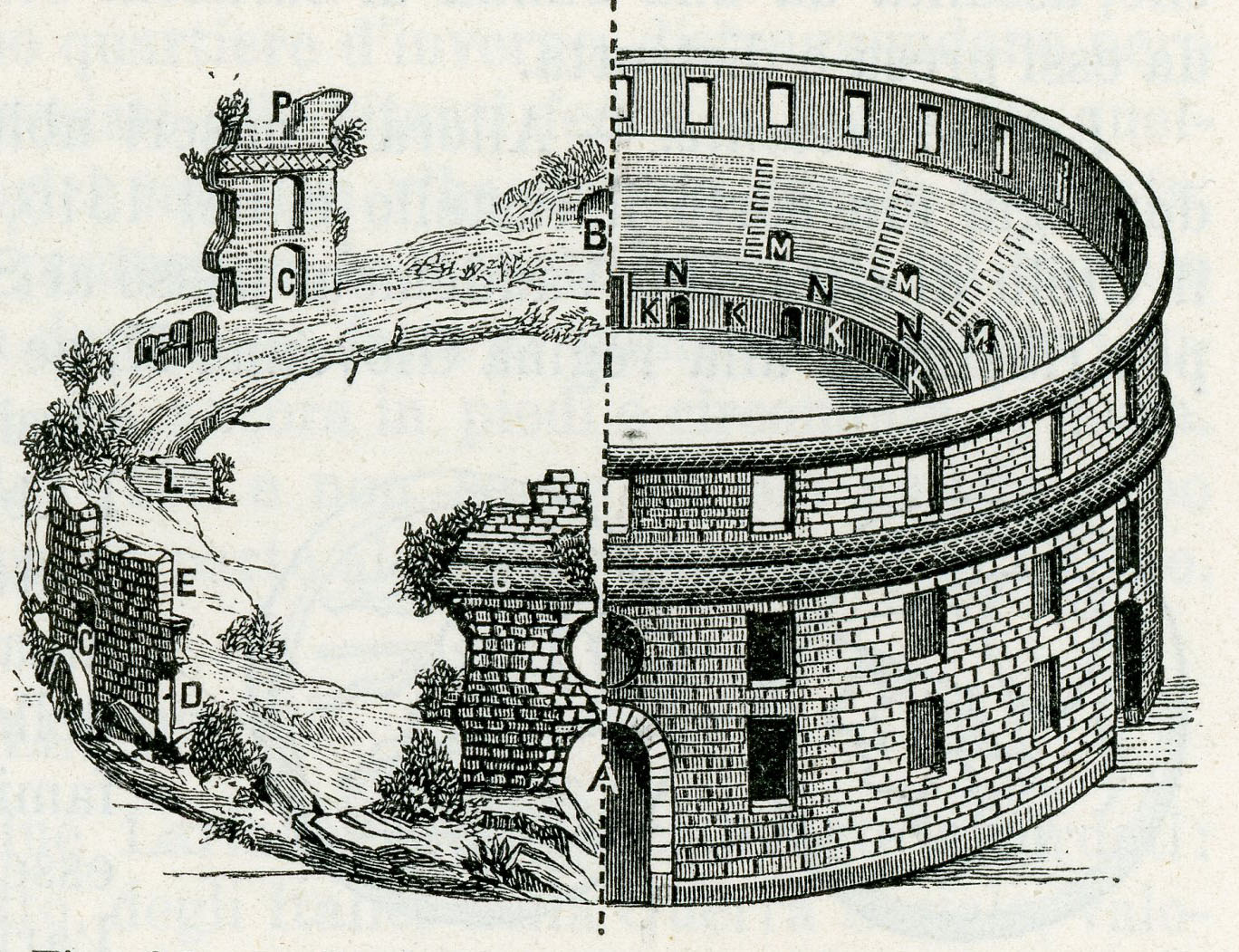
Disegno del 1740 che ricostruisce l'aspetto dell'anfiteatro romano

Con i suoi ruderi, rimasti sempre parzialmente affioranti, l’anfiteatro è certamente il monumento antico più celebre di Larino, anzi, senza dubbio, rappresenta da sempre il simbolo della città. Negli ultimi decenni, purtroppo, l’area è stata interessata da un'intensiva urbanizzazione, in quanto adiacente alla ferrovia ed alla strada statale.

### Le terme
Nelle immediate vicinanze dell’anfiteatro, ma sempre all'interno dell’attuale parco archeologico, è possibile ammirare i resti delle sontuose terme, ricche di mosaici policromi, con rappresentazioni di animali fantastici e marini, e di figure geometriche; attualmente è possibile visitare due vasche destinate ai bagni in acqua calda, tiepida e fredda (calidarium, tepidarium, frigidarium), il vano in cui si produceva con il fuoco il riscaldamento dell’acqua (praefurnium), un vano con le suspensurae (cioè con le colonnine che reggevano il pavimento rialzato in cui passava l’aria calda), un grande pilastro pertinente ai portici, un accurato sistema di scarico delle acque, costituito da una poderosa fognatura, coperta da tegole disposte a cappuccina. La particolarità di questo ritrovamento archeologico è che esso conserva ancora l’impianto dell’ipocausto, cioè degli ambienti sotterranei in cui erano ubicati i forni ed altri locali di servizio. 
Si è provveduto ad assicurare una dovuta protezione a quanto è stato portato alla luce, mediante l'installazione di un'opportuna struttura di copertura; inoltre una passerella metallica consente di visionare il mosaico dall'alto senza calpestarlo.

### Il foro
Nell'area di scavo di Torre Sant'Anna è stato identificato il lato orientale del Foro, con i suoi edifici monumentali: in questo settore urbano si concentrano, ben visibili, varie fasi.
La prima, risalente al III – II secolo a.C., non prevede ancora la destinazione pubblica; vi si trova ubicata, infatti, una grande e raffinata domus, della quale sopravvivono l’atrio pavimentato in ciottoli policromi dimezzati ed alcuni degli ambienti che si distribuivano intorno all'atrio ed ai lati dell'ampio corridoio di accesso. Oltre alla pavimentazione dell'atrio, la particolarità è data anche dalla presenza di un ampio impluvium il cui pavimento in mosaico policromo raffigura al centro un polpo ed agli angoli quattro cernie, con un’ampia fascia marginale con tralci e grappoli d’uva.
Questa parte della città antica conobbe due successive fasi edilizie: dopo la sua costruzione, avvenuta tra la seconda metà del II secolo a.C. e la prima metà del I secolo a.C., fu pesantemente ristrutturata nel IV secolo d.C., quando il governatore della Provincia Samnii, appena istituita, dovette avviare i restauri, dopo il disastroso terremoto che colpì la zona nell'anno 346 d.C.. La vita della città continuò anche successivamente, ma in modo stentato: lentamente gli edifici, ormai abbandonati, cominciarono a essere oggetto di sistematiche spoliazioni, per un riuso dei materiali. Qua e là, probabilmente, spuntarono modeste casupole, costruite con materiali di spoglio.

### Le domus
La domus ubicata vicino al Foro, per dimensioni, ricchezza decorativa, impegno economico profuso nella sua realizzazione, certamente apparteneva a una delle famiglie dell'aristocrazia agraria larinese, la cui ascesa, iniziata nel III secolo a.C. proseguirà senza interruzione. Difatti, agli inizi del I secolo a.C. la domus subì dei rifacimenti nell'area dell’impluvio e modificazioni dello stato precedente. Poi, dopo circa un secolo, la sua vita fu interrotta bruscamente per sopravvenute esigenze pubbliche: infatti, la zona fu destinata a ospitare edifici monumentali, che delimitavano il lato orientale del Foro, posizionati su una grande struttura a pianta quadrangolare, realizzata in opera reticolata e laterizi. Il lato che dava sul Foro si apriva sui portici mediante tre vani, quello opposto si articolava in una serie di esedre con abside centrale, che a loro volta si aprivano su uno spazio interno porticato.
Alle spalle, con accesso a est, si trova un altro edificio con pronao, originariamente rivestito all'interno con marmi pregiati e con pavimento in mosaico; di esso si conservano oggi, fino a notevole altezza, i tratti murari in laterizio. Si ipotizza che questo edificio, situato in posizione preminente su un lato del Foro, avesse una destinazione sacra, fosse il probabile tempio di Marte, cui allude Cicerone, quando parla della presenza a Larino dei Martiales addetti al culto del dio.
I tre mosaici policromi, oggi conservati nel Palazzo Ducale, testimoniano la ricchezza delle decorazioni che abbellivano le domus dei notabili locali; quello più appariscente è senza dubbio il mosaico che raffigura la scena centrale del Lupercale (con la posa classica della lupa che allatta i due gemelli), circondata da una complessa cornice con cespi di acanto agli angoli e spirali con cacciatori ed animali. Gli altri due mosaici, quello del Leone e quello degli Uccelli, anche essi ispirati a modelli classici, appartenevano a una domus dell’inizio del III secolo d.C. non lontana dall'anfiteatro.

### I mosaici
I numerosi mosaici, rinvenuti casualmente nell'abitato di Larino, coprono un arco di tempo di almeno cinque secoli, dal II secolo a.C. al III secolo d.C. e testimoniano la ricchezza delle decorazioni che abbellivano le domus dei notabili locali; degli otto mosaici tessellati tuttora esistenti, la metà sono policromi. Tra questi ultimi, i tre più vistosi e noti da tempo sono attualmente conservati nel locale Museo Civico, presso il Palazzo Ducale di Larino. Essi testimoniano anche che nella Larino di età imperiale operavano maestranze dotate di ottime qualità tecniche, non solo organizzate in botteghe, ma probabilmente anche itineranti.
I primi due mosaici, noti col nome del Leone e degli Uccelli, vennero alla luce nel 1937 in una domus del III secolo d.C. in Viale Giulio Cesare (nei pressi dell'attuale Consorzio di Bonifica),  ubicata non lontano dall'anfiteatro, della quale resta una parte delle mura con paramento di reticolato a blocchi di calcare. Sono entrambi di notevoli dimensioni e si ispirano a dei modelli classici. Dagli atti di scavo del 1941 si evince che erano adiacenti, separati solo da un muro. Nell'estate del 1949 vennero distaccati, restaurati e musealizzati nell'attuale collocazione.
Il primo (m. 6,02 x m. 5,30), complessivamente in buono stato di conservazione, raffigura nell'emblema centrale un leone ruggente che avanza da sinistra, lo sguardo rivolto all'indietro, inserito in un tappeto a fondo bianco in cui sono riconoscibili alcune palme; la cornice esterna presenta motivi vegetali (con tralci di edera stilizzati), mentre la fascia marginale presenta il motivo della treccia a quattro capi su fondo nero ed ai margini è disegnata un’ampia fascia su fondo bianco con racemi di edera.
Il secondo (m. 5,07 x m. 5,30), più lacunoso, raffigura nel campo centrale numerosi tralci con foglie di vite, sui quali si posano uccelli di vario genere, rivolti verso il centro; presenta un'ampia fascia marginale con racemi di edera e una serie di cornici concentriche con motivo a ogive e con motivo a treccia policroma su fondo nero.
Un terzo mosaico (m. 6,08 x m. 7,17), detto del Lupercale, fu rinvenuto nel 1941 presso l’attuale Istituto Tecnico Agrario, nei pressi di Piazza della Stazione Ferroviaria, e nel 1973, dopo una lunga serie di burrascose vicende, venne sottoposto a restauro e collocato insieme agli altri due. È senza dubbio quello più appariscente e noto, risale al III secolo d.C. ed è in ottimo stato di conservazione. Raffigura nella parte bassa del campo centrale la scena del Lupercale, con la posa classica della lupa nell'atto di allattare i due gemelli nella grotta, e nella parte alta due pastori, di profilo, che osservano la scena stupiti, dall'alto di una collina. Insolita la raffigurazione della lupa, che con il suo mantello a strisce somiglia piuttosto a una tigre. Il campo centrale è circondato da una complessa cornice ornata, con grandi cespi di acanto ai quattro angoli e spirali con sei cacciatori, armati di frecce e giavellotti, e animali selvaggi di profilo (felini, antilopi, cervi). La scena del mosaico si trova riprodotta su altari, tombe, vasi, pitture, monete e monumenti di vario genere, trattandosi di un'iconografia molto diffusa nel mondo antico.
È invece tuttora posizionato in situ il quarto mosaico policromo (m. 2,72 x m. 4,60), detto del Polpo, rinvenuto fra i resti di una domus di epoca ellenistica presso Torre Sant'Anna. Costituisce il pavimento di un impluvium per la raccolta dell’acqua piovana e rappresenta un grosso polpo al centro, con otto tentacoli, e quattro cernie agli angoli, rese con grande naturalismo, in una cornice di tralci di vite con grappoli d’uva, rappresentati in maniera schematica. Riportato alla luce prima nel 1912 e poi nel 1949, venne distaccato nel 1981, opportunamente restaurato e trattato, ed infine ricollocato nel 1985 nel luogo del ritrovamento. Attualmente è esposto ai visitatori sotto una struttura metallica di protezione. Si tratta di un soggetto comunemente utilizzato per la decorazione di particolari ambienti, quali terme, fontane e bagni pubblici.
I mosaici bicromi, in bianco e nero, sono stati ritrovati tutti successivamente a quelli policromi.
Nel 1971, nel corso di uno sbancamento, è stato rinvenuto in Via Tito Livio, nei pressi dello stadio comunale, il mosaico detto dei Delfini (m. 6,70 x m. 4,90). Rinterrato, fu riportato alla luce nell'estate del 1985, venne distaccato, restaurato e saldato su pannelli mobili in vetroresina. Considerate le dimensioni, il mosaico presumibilmente impreziosiva un ambiente di prestigio di notevole ampiezza. Presenta una fascia decorativa esterna di onde correnti verso sinistra e una fascia centrale con meandri di svastiche alternati a riquadri con soggetti figurati e decorativi; in due di essi compaiono uno skyphos e un aryballos e in altri due dei delfini. Le figure, nonostante le ridotte dimensioni, sono ben definite nei dettagli. Il mosaico presenta una vistosa lacuna su tutta la metà destra, ma tra quelli bicromi è decisamente il più elegante e di pregevole esecuzione.
Nel 1973, nei pressi di quello del polpo, in località Torre Sant'Anna, in occasione di saggi di scavo, venne scoperto un mosaico absidato (m. 5,10 x m. 7,00), che venne provvisoriamente lasciato in situ, coperto da uno spesso strato di sabbia di fiume. Fu riportato alla luce nel 1981, distaccato e restaurato. Sistemato su pannelli di vetroresina, è stato ricollocato in situ su una base in calcestruzzo. Presenta un campo centrale quadrato, decorato con motivi geometrici, quadrifogli e fiori di loto, chiusi in tre cornici concentriche e una lunetta absidale.
Nel 1984, in Via Morrone, nel corso dei lavori di costruzione dell’asilo nido comunale, nell'area adiacente al Palazzo di Giustizia, è stato rinvenuto il mosaico cosiddetto del Kantharos (m. 1,45 x m. 2,25), vistosamente danneggiato nel corso dei lavori di sbancamento dell’area. La Soprintendenza verificò, attraverso la sequenza stratigrafica, la presenza di tombe a fossa scavate nello strato tufaceo, risalenti al periodo arcaico, e la presenza di strutture insediative risalenti al successivo periodo ellenistico - romano. Il mosaico, in cattivo stato di conservazione, presenta motivi geometrici con ottagoni e losanghe.
Un altro mosaico è quello cosiddetto in signino, rinvenuto nel corso degli scavi effettuati dalla Soprintendenza negli anni 1977-1978 nell'area di Piana San Leonardo, in Via F. Jovine. Risale al II secolo a.C. e costituisce la pavimentazione di un grosso edificio di epoca ellenistica, di cui restano solo dei blocchi squadrati di pietra arenaria, in un’area a destinazione sacra. È composto da un impasto rosso in cocciopisto, con un reticolo di losanghe nella parte centrale e una fascia esterna con motivi geometrici di quadrati alternati a svastiche. Nel 1983 è stato distaccato e restaurato, montato su pannelli in vetroresina e conservato nei depositi della Soprintendenza.